# Uperodon mormorata
Espèce
Synonymes
- Ramanella mormorata Rao, 1937

Statut de conservation UICN

 EN B1ab(iii) : En danger
Uperodon mormorata est une espèce d'amphibiens de la famille des Microhylidae.

## Répartition
Cette espèce est endémique des Ghats occidentaux en Inde. Elle se rencontre entre 400 et 800 m d'altitude du Kerala au Gujarat.

## Publication originale
- Rao, 1937 : On some new forms of Batrachia from south India. Proceedings of the Indian Academy of Sciences, sér. B, vol. 6, p. 387-427.